# البجعة السوداء (طابع)
طابع البجعة السوداء هو أول طابع بريد أصدرتهُ مستعمرة أستراليا الغربية البريطانية عام 1854. والطابع عليهِ صورة بجعة سوداء، وهي حيوان أسترالي نموذجي في ذلك الوقت وكانت الصورة الوحيدة المستخدمة على طوابع أستراليا الغربية حتى عام 1902.

## التفاصيل
في عام 1854، صدر طابع غير مثقوب من فئة البنس الواحد. وقد صممهُ الرسام ويليام همفريز، وطبعه بيركنز بيكون في لندن عام 1854.
ثم طبعت الطوابع اللاحقة في السلسلة بالطباعة الحجرية بواسطة هوراس سامسون في بيرث.
أصدرت أستراليا الغربية طوابع البجعة فقط حتى إنشاء كومنولث أستراليا في عام 1912، باستثناء بعض الطوابع الخاصة بالملكة فيكتوريا التي صدرت في عام 1902. كما طُبعت الطوابع المعاد طبعها في المستعمرة. وفي عام 1912، طُبعت القيمة الرئيسية للسلسلة طبعة إضافية بقيمة بنس واحد لتكون صالحة للاستعمال في جميع أنحاء أستراليا.
كانت العلامة المائية على جميع طوابع المستعمرة تحمل صورة ظلية للبجعة حتى عام 1862.
في تصنيف الطوابع حسب الموضوع، البجعة السوداء هي أول طابع لموضوع الطيور.

## أصناف السلسلة

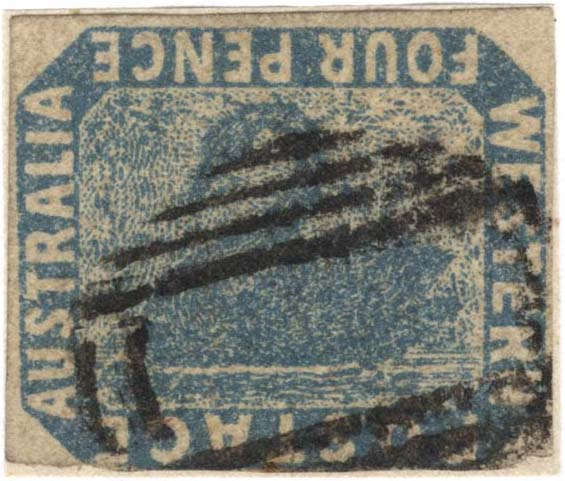
طابع البجعة المقلوبة

كانت طوابع الأربعة بنسات الزرقاء (4 د) لعام 1855، من سلسلة طوابع البجعة الأسترالية الغربية، وكان هذا أول خطأ مقلوب، حيث يكون الإطار والمركز مقلوبين بالنسبة لبعضهما البعض.
في يناير 1855، أي بعد عام من إصدار السلسلة الأولى، أخذ ألفريد هيلمان ألواح الطباعة من الأرشيف لصنع طوابع جديدة من فئة أربعة بنسات. وتلف اثنان من ألواح الطباعة واستبدلهما، ولكن عندما أُعيد تجميعهما وُضعت إحدى الكليشيهات مقلوبة على اللوحة. قبل ملاحظة الخطأ طبع 97 ورقة تحتوي كل ورقة 60 طابعًا مقلوبًا قبل أن يكتشف هيلمان الخطأ ويصححهُ.
سجلت أربعة عشر نسخة من أصل خمسة عشر نسخة من هذا الخطأ، وكلها طوابع ملغاة. إحداها مجموعة الطوابع الملكية لطوابع البريد.
ولقد أصدر مكتب البريد الأسترالي طابعًا على طابع بريد يحمل طابع البجعة السوداء، مرتان إحداهما في عام 1929 بمناسبة الذكرى المئوية لمستعمرة أستراليا الغربية ومرة أخرى في عام 1954 بمناسبة الذكرى المئوية لأول طابع بريدي لأستراليا الغربية.